# Coupe du monde de ski de vitesse 2016
Navigation
2015 2017
La Coupe du monde de ski de vitesse 2016 est la 15e édition de la Coupe du monde de ski de vitesse. Elle s'est déroulée du 4 mars 2016 à Sun Peaks (Canada) au 10 avril 2016 à Idre Fjäll (Suède). 

## Catégorie S1

### Classement général
| Rang | Nom                  | Points |
| ---- | -------------------- | ------ |
| 1    | Simone Origone       | 560    |
| 2    | Ivan Origone         | 465    |
| 3    | Klaus Schrottshammer | 325    |
| 4    | Manuel Kramer        | 303    |
| 5    | Jan Farrell          | 175    |
| 6    | Reto Eigenmannl      | 168    |
| 7    | Christian Jansson    | 160    |
| 8    | Simon Leitner        | 157    |
| 9    | Casper Brostrand     | 152    |
| 10   | Philippe May         | 120    |

| Rang | Nom                             | Points |
| ---- | ------------------------------- | ------ |
| 1    | Valentina Greggio               | 700    |
| 2    | Lisa Hovland-Udén               | 340    |
| 3    | Célia Martinez                  | 280    |
| 4    | Hanna Matslofva                 | 245    |
| 5    | Seraina Murk                    | 175    |
| 6    | Teria-Jo Davies Sarah McDiarmid | 140    |
| 8    | Linda Baginski                  | 135    |
| 9    | Karin Dubouchet-Revol           | 60     |

### Calendrier

#### Hommes
| Date          | Lieu        | Vainqueur      | Vitesse vainqueur | Deuxième       | Troisième            |
| 4 mars 2016   | Sun Peaks   | Ivan Origone   | 146,43 km/h       | Simone Origone | Klaus Schrottshammer |
| 12 mars 2016  | Grandvalira | Simone Origone | 175,00 km/h       | Ivan Origone   | Philippe May         |
| 13 mars 2016  | Grandvalira | Ivan Origone   | 179,99 km/h       | Simone Origone | Klaus Schrottshammer |
| 23 mars 2016  | Vars        | Simone Origone | 229,59 km/h       | Ivan Origone   | Christian Jansson    |
| 9 avril 2016  | Idre Fjäll  | Simone Origone | 176,46 km/h       | Manuel Kramer  | Ivan Origone         |
| 10 avril 2016 | Idre Fjäll  | Simone Origone | 176,46 km/h       | Manuel Kramer  | Klaus Schrottshammer |

#### Femmes
| Date          | Lieu        | Vainqueur         | Vitesse vainqueur | Deuxième          | Troisième             |
| 4 mars 2016   | Sun Peaks   | Valentina Greggio | 127,10 km/h       | Teria-Jo Davies   | Sarah McDiarmid       |
| 5 mars 2016   | Sun Peaks   | Valentina Greggio | 128,03 km/h       | Sarah McDiarmid   | Teria-Jo Davies       |
| 12 mars 2016  | Grandvalira | Valentina Greggio | 170,44 km/h       | Lisa Hovland-Udén | Célia Martinez        |
| 13 mars 2016  | Grandvalira | Valentina Greggio | 175,84 km/h       | Lisa Hovland-Udén | Célia Martinez        |
| 23 mars 2016  | Vars        | Valentina Greggio | 218,97 km/h       | Seraina Murk      | Karin Dubouchet-Revol |
| 9 avril 2016  | Idre Fjäll  | Valentina Greggio | 169,44 km/h       | Lisa Hovland-Udén | Hanna Matslofva       |
| 10 avril 2016 | Idre Fjäll  | Valentina Greggio | 168,16 km/h       | Lisa Hovland-Udén | Célia Martinez        |